# Милє (Шенчур)
Милє (словен. Milje) — поселення в общині Шенчур, Горенський регіон, Словенія. Висота над рівнем моря: 431,1 м.